# Zaléa TV
Zaléa TV est une chaîne de télévision nationale indépendante se définissant comme une « télévision libre, non marchande et associative nationale », lancée par satellite le 20 mars 2001 puis sur le câble, en télédiffusion terrestre, en diffusion IPTV puis autorisée comme chaîne locale de la télévision numérique terrestre française en Ile-de-France.

## Ligne éditoriale
La chaîne Zaléa TV se revendique « sans grille, sans régularité prédéterminée et se [donne] pour mission de diffuser tout programme qui lui serait proposé, avec la seule restriction que ce programme soit respectueux des lois et compatible avec les principes de la charte déontologique de la chaîne » ; un comité éditorial est instauré mais sa ligne éditoriale consiste justement à ne pas en avoir réellement définie par avance, préférant rester ouvert aux initiatives et à l'improvisation.

## Historique

### 2000: association loi 1901
2 janvier 2000, une association à but non lucratif intitulée Télévision d'action pour la liberté d'expression audiovisuelle (Zaléa TV) est créée à Paris dans le 18e arrondissement, déclarée le 15 juillet 2003 et au Journal Officiel numéro 4485 publié le 23 août 2003. Son objet : « relayer toutes demandes philanthropiques dans le domaine social, éducatif, scientifique, culturel, environnemental et les questions de solidarité internationale ».
Le 25 juillet 2000, le Conseil Supérieur de l'Audiovisuel français (CSA) accorde officiellement à la chaîne à Zaléa TV, sa convention et l'autorisation d'être retransmise par les réseaux câblés; elle doit diffuser 24h sur 24 et sa grille doit comporter jusqu'à 8 heures de programmes inédits par semaine conforme à une programmation se voulant « volontairement télévisuellement et politiquement incorrecte, à base de reportages d'information, d'investigation, de décryptage de l'actualité et de son traitement par les médias de masse, de contre-désinformation, d'émissions expérimentales, innovantes, informatives, divertissantes, culturelles, artistiques, voire inclassables, ainsi que des émissions vraiment interactives et participatives, et de fictions iconoclastes et satiriques ».

### 2001: Internet, satellite, câble et terrestre
Avant sa télédiffusion, la chaîne Zaléa commence à retransmettre ses premières émissions via Internet, à partir de février 2001. Le 20 mars 2001, la chaîne commence à émettre à Paris et au plan international par satellite via le bouquet français Canalsatellite. Le 31 mars 2001, la direction de Zaléa TV sollicite l'autorisation d'exploiter un émetteur de télévision de plus forte puissance afin de mieux couvrir la région parisienne, en complément du satellite et des réseaux câblés.
Après plusieurs retransmissions pirates jusqu'en 2001, la chaîne associative est officiellement diffusée 24 heures sur 24 par CanalSatellite et émet aussi en télédiffusion analogique Sécam à Paris, trois heures chaque jour, sur le canal UHF numéro 36 ; son cofondateur Michel Fizbin affirme que les responsables du groupe Canal+ la laissent s'exprimer sans contrainte.
Zaléa TV lance une souscription pour récolter 5 millions de francs (760 000 €) chaque année afin de devenir selon elle, une « chaîne permanente, totalement indépendante et non-marchande » ; La chaîne doit être diffusée jusqu'au 6 mai 2001 sur le canal numéro 113 de CanalSatellite et jusqu'au 20 septembre 2001 à Paris,.

## Opération «Loft Raider»
Au moment où le nouveau phénomène de la télé-réalité affecte fortement la télévision française, Zaléa TV organise une opération visant à libérer les onze jeunes participant de l'émission Loft Story ; l'objectif humoristique du jeu consiste à lancer un « ultime assaut » contre l'émission de la chaîne M6 et d'en « libérer les otages » ; les animateurs de la télé libre donnent rendez-vous au public, le samedi 12 mai 2001, devant les studios de La Plaine Saint-Denis, pour perturber l'émission. La réaction immédiate de M6 et des productions Endemol France adressant une « mise en demeure » à Zalea TV et menaçant de saisir la justice déclenchent des manifestations et rassemblements devant le siège de M6 à Neuilly-sur-Seine. 
Le 10 mai 2001, l'opération est relayée par la presse au plan national et même international, notamment par la revue américaine Variety et en Belgique.

## Télédiffusion pirate
Le 16 avril 2002, la chaîne Zaléa TV fait l'objet d'une saisie du CSA pour émission illégale constatée à Paris, trois jours plus tôt ; l'autorité demande au procureur de la République de Paris de procéder à la saisie des équipements de la chaîne pirate Toutefois, le 9 avril 2002, le Journal officiel publie la liste des chaînes présélectionnées pour diffuser localement en France ; Zaléa TV fait partie des candidats retenus.
Le 29 octobre 2002, Zalea TV se présentant comme « télé libre nationale », déclare exploiter l'antenne la plus haute de la capitale, depuis la tour Eiffel, nécessitant une avance de 30 000 € pour un coût avoisinant 230 000 € pour six mois d'une télédiffusion opérée par Télédiffusion de France (TDF) et dans l'attente de la télévision numérique terrestre,

## Émission autorisée depuis la tour Eiffel
Le 26 novembre 2002, Zaléa TV commence à émettre depuis la tour Eiffel. Le 27 novembre 2003, le CSA adresse un courrier officiel à Zaléa TV visant à la rappeler à l'ordre, à la suite de la diffusion entre le 30 mars et le 21 septembre 2003, de son antenne totalement occupée par les productions à l'association Dialogue et Modernité, un programme diffusé intégralement en langue arabe, sans sous-titrage en français contrairement à la convention de la chaîne.
Le 22 juin 2005, le Sénat français publie un rapport d'information consacré en faveur du développement des télévisions de proximité en France dans lequel Zaléa TV est présentée et mentionnée plusieurs fois, ainsi que l’attribution du canal 36 dédié aux chaînes locales, anticipant le lancement de la télévision numérique terrestre.

## Télévision numérique terrestre
Le 19 juillet 2005 le CSA publie sa décision de ne pas accorder d'autorisation à émettre sur la TNT pour la chaîne Zaléa TV. En réaction, le 21 septembre 2005, dans le cadre d'une opération intitulée « Tir nourri sur la télé » (TNT) concernant la liberté d'expression télévisuelle en France, le film Désentubages cathodiques produit et réalisé par Zaléa TV fait partie des trois documentaires inédits projetés en salle de cinéma,.
Le 25 octobre 2005 Zaléa TV dépose un recours auprès du Conseil d'Etat et du Juge des référés, visant à suspendre la décision du 19 juillet 2005 prise par le Conseil supérieur de l'audiovisuel (CSA), ayant rejeté sa candidature pour l'autorisation d'émettre sur la TNT nationale. En avril 2006, la chaîne désormais installée dans le 10e arrondissement de Paris, n'obtient pas gain de cause sur le plan judiciaire mais entend se porter désormais candidate à un canal de télévision locale sur la TNT en Ile-de-France. Dans l'attente de son autorisation sur la TNT locale en Ile de France, Zaléat TV parvient à faire reprendre son signal le 29 septembre 2006, sur les box de l'opérateur Free.
Le 29 septembre 2006, Zaléa TV diffuse une interview inédite à la télévision française du sociologue Pierre Bourdieu par Pierre Carles en 1999, dénonçant une certaine manipulation de la part des grandes chaînes de télévision nationales ainsi que le positionnement à droite de la candidate socialiste Ségolène Royal aux élections présidentielles.

## 2007: arrêt de la diffusion
Le 21 mai 2007, la chaîne adresse une lettre ouverte au CSA, pour accompagner sa candidature aux canaux locaux de la TNT en Île-de-France, redoutant de ne pas être retenue à nouveau. Elle poursuit toutefois sa retransmission sur le réseau de l'opérateur Free.
Après avoir été diffusée uniquement sur Freebox TV et le Canal 79 de l'opérateur Free de septembre 2006 à juin 2007 puis s'être arrêtée faute de subventions et de moyens financiers, la chaîne Zaléa TV annonce sa disparition dans Le Monde, faute de n’avoir pu obtenir d'autorisation pérenne sur la TNT. Michel Fizbin déclare avoir « tout tenté depuis 2002 pour se faire autoriser par le CSA en diffusion hertzienne permanente et pour être reprise sur le câble et le satellite » sans avoir pu trouver d'issue. Toutefois, il considère les plateformes de vidéo partagées comme une solution de repli provisoire.

## 2011: le retour
En janvier 2011, le Conseil supérieur de l’audiovisuel retient 29 dossiers de candidatures pour les quatre canaux de télévision numérique terrestre (TNT) attribués en région parisienne ; Zaléa TV doit partager un canal avec trois autres chaînes locales. Le 15 mars 2011, Zaléa produit et édite un DVD consacré à son aventure, intitulé On ne la fermera pas.
Le 18 juin 2020, plusieurs membres fondateurs de Zaléa TV participent au lancement de la plateforme vidéo en ligne CinéMutins, consacrée au cinéma engagé et indépendant avec des productions de réalisateurs notables comme René Vautier, Peter Watkins, Chris Marker, Claire Simon ou encore Ken Loach. Les fonds et archives vidéo de Zaléa sont gérées par l'Institut national de l'audiovisuel et la chaîne est référencée par l'organisme Unifrance.

## Liens connexes
- Télévisions associatives en France